# Jan Křtitel Pola
Hrabě Giovanni Battista Pola (italsky: conte Giovanni Battista Pola), zvaný  Titto  (1786 – 19. dubna 1834) byl italský šlechtic, svobodný zednář a lupič.

## Původ
Hraběcí rodina Polů, do které se narodil, se řadila mezi nejstarší a nejmocnější severoitalské rody. Svůj původ odvozovala od antické rodiny Sergia a ve středověku byli její příslušníci takřka neomezení vládci v jižní Istrii. Sídlem jejich dominia byla tehdy Pula, po které přijali své jméno. Roku 1332 byla rodina z Puly vyhnána a usadila se v severoitalském Trevisu. Postupem času se rozvětvila, její větve žily v Istrii, Miláně a v Čechách. Rodina později opět získala velké bohatství a značný politický vliv. Giovanniho bratr Paolo se přátelil s císařem Napoleonem. Dalším rodinným přítelem byl generál Adam Albert Neipperg a císařovna, posléze vévodkyně, Marie Luisa. Dodnes přežila pouze česká větev rodu.

## Život
Hrabě Giovanni Pola navštěvoval školu v Parmě, což mu zařídil rodinný přítel hrabě Neipperg. Za svého mládí byl zvyklý na velký luxus a bezstarostný život, který se stával často terčem kritiky duchovenstva i trevízských úřadů. Roku 1828 podnikl cestu po Itálii, přičemž navštívil Palermo, Řím, kde byl hostem nejvýznamnějších římských rodin, Florencii, Livorno, Parmu, Veronu a Tyrolsko. Krátce po svém návratu se však dostal do tíživé finanční situace, a tak u rodinné vily v Barconu přepadl kupce a požadoval po něm 6000 lir. Kupec celou záležitost po nějaké době oznámil úřadům, které ji použily jako záminku pro zahájení rozsáhlého vyšetřování. Do toho se pustila i církev, jelikož jí vadil nemorální život hraběte jakožto i to, že byl spolu se svým bratrem svobodný zednář. Během procesu byl obviněn z loupežného přepadení, z opakovaného znásilňování dívek, které měl tahat na údajné orgie, jež prý pořádal. V průběhu vyšetřování prý byla v jeho paláci nalezena i tajná místnost, ve které se nacházely lidské lebky a další ostatky. Většina obvinění byla pravděpodobně smyšlená. Soud odsoudil Giovanniho Polu k relativně mírnému trestu pěti letům vězení a zbavení šlechtického titulu. Avšak odvolacímu soudu v Benátkách se trest zdál až příliš mírný a byl změněn na desetiletý žalář a navíc měl být Giovanni Pola po celý den vystaven na pranýři. To se zase zdálo příliš přísné císaři, který trest zmírnil jen na desetiletý žalář v Padově, kde Giovanni Pola 19. dubna 1834 zemřel.

## Potomstvo
Se svou ženou Petrou, rozenou hraběnkou di Porcia neměl žádné děti.